# Kulturelles Kapital
Kulturelles Kapital ist ein Begriff, der von den französischen Soziologen Pierre Bourdieu und Jean-Claude Passeron eingeführt wurde. In ihrem Lehrwerk La Reproduction benutzen die beiden Soziologen den Begriff im Zusammenhang mit Ökonomisches Kapital und Soziales Kapital, um damit auszusagen, dass materieller Besitz zwar in Geld umgewandelt (konvertiert) werden kann, aber nicht das einzige Kriterium für soziale Ungleichheit darstellt.
Die Aufteilung der Gesellschaft in Klassen wird von Bourdieu an die unterschiedliche Verfügung über die vier Kapitalsorten ökonomisches Kapital, kulturelles Kapital, soziales Kapital  und symbolisches Kapital sowie an Unterschiede in Geschmack und Lebensstil gebunden.

## Begriffsbestimmung
Das französische Wort „culture“ hat den Ursprungssinn von Bildung behalten. Somit kann Bourdieu, „die von dieser gewährten Geltungschancen als k[ulturelles] K[apital] fassen“.
Das kulturelle Kapital umfasst damit die Bildung, welche einen Nutzen im sozialen Beziehungsgeflecht mit sich bringt. Dieses Segment des kulturellen Kapitals ist körpergebunden und wird in der Familie, die über unterschiedlich viel kulturelles Kapital verfügt, an die Kinder weitergegeben. Hinzu kommen die Übertragung und der Besitz kultureller Güter sowie die Machtausübung durch den Erwerb von Titeln und Stellen.
Kulturelles Kapital ist bedingt transformier- bzw. konvertierbar in ökonomisches Kapital, zum Beispiel die Ausgabe von Geld für einen Kursus oder eine Gehaltserhöhung nach einer erfolgreichen Weiterbildung. Auch in der Weitergabe können die Kapitalformen transformiert werden, etwa wenn Eltern besonders viel Geld in die Ausbildung ihrer Kinder investieren.
Bourdieu knüpft bei der Bestimmung des kulturellen Kapitals, wie auch der anderen Kapitalsorten, an Max Webers Unterscheidung von „Klassenlage“ (ökonomisch definiert nach „Marktchancen“) und „Klassenstand“ (die „Stellung“ in der Hierarchie von Ehre und Prestige) an. Als „ständische Lage“ bezeichnet Weber „jede typische Komponente des Lebensschicksals, welche durch eine spezifische, positive oder negative, soziale Einschätzung der Ehre bedingt ist, die sich an irgendeine gemeinsame Eigenschaft knüpft.“ (Max Weber: Wirtschaft und Gesellschaft). Diese ständische Ehre zeigt sich in der jeweiligen „Lebensführung“, die bestimmte Handlungen zulässt oder sanktioniert.
Neben den ökonomischen Unterschieden spielen hier auch symbolische Unterscheidungen eine Rolle, bei denen es nicht ausschließlich um den Besitz von Gütern geht, sondern um die Art, sie zu verwenden und als Mittel der Distinktion einzusetzen.
Bourdieu unterscheidet drei Formen des kulturellen Kapitals:

### Inkorporiertes Kulturkapital
Verinnerlichtes Kulturkapital präsentiert sich in Form von dauerhaften Dispositionen des Organismus. Die meisten Eigenschaften des kulturellen Kapitals lassen sich auf diese Körpergebundenheit zurückführen. Die erworbene Bildung, also die Akkumulation von Kultur durch die familiäre Primärerziehung sowie die anschließende Sekundärerziehung, wird als inkorporiertes Kapital demnach Bestandteil der Person. Diese Art von Kapital kann daher nicht durch Geschenk, Vererbung, Kauf oder Tausch kurzfristig weitergegeben werden.
In Bezug auf dieses Kapital ist für Bourdieu der Faktor Zeit erheblich. Er differenziert gewonnene Zeit für Kinder des Bildungsbürgertums und doppelt verlorene Zeit für Kinder der Arbeiterklasse. Zur Korrektur der negativen Folgen muss abermals Zeit eingesetzt werden.
Einen besonderen Wert erhält diese Kapitalform durch Seltenheit, beispielsweise würde der einzige Lesende unter Analphabeten einen Extraprofit schöpfen. Daher ist auch diese Kapitalform durch die Ungleichheit gekennzeichnet, d. h. nicht alle Familien können in die Bildung der Kinder gleich viel an Kapital „investieren“. Die Gewinner dieses Prozesses setzen ihre Spielregeln durch und legen fest, welche Kultur eine legitime ist und welche nicht.
Das inkorporierte kulturelle Kapital ist die undurchsichtigste aller Kapitalsorten. Die darauf beruhenden Aspekte sozialer Ungleichheit werden verschleiert (Illusio), da sie natürlich erscheinen. Die Sozialisationsinstanz Familie vermittelt legitime, d. h. hegemoniale, oder nichtlegitime Kultur, wobei zwischen den Extremen die Position der Individuen und Klassen zu bestimmen ist.

### Objektiviertes Kulturkapital
Objektiviertes Kulturkapital existiert laut Bourdieu „in Form von kulturellen Gütern, Bildern, Büchern, Lexika, Instrumenten oder Maschinen, in denen bestimmte Theorien und deren Kritiken, Problematiken usw. Spuren hinterlassen oder sich verwirklicht haben“.
Diese Kapitalformen sind materiell übertragbar. Ein Bild lässt sich zum Beispiel verkaufen. Damit wird jedoch nur der juristische Eigentumstitel des Bildes übertragen. Der Kauf setzt ökonomisches Kapital voraus. Um dennoch den „eigentlichen Sinn“ des Bildes schätzen zu können, muss der Käufer auch über verinnerlichtes kulturelles Kapital verfügen.
In den empirischen Sozialwissenschaften wird das kulturelle Kapital häufig anhand der Anzahl der Bücher im Haushalt eines Befragten gemessen. Vergangenes und gegenwärtiges kulturelles Kapital stehen dabei in einer erheblichen, aber nicht perfekten Beziehung zueinander (ρ = .52). Vergangenes kulturelles Kapital hat dabei eine hohe Retest-Reliabilität, hat dabei aber nur geringe bis moderate Korrelationen mit dem sozioökonomischen Status, den Fertigkeiten in den Bereichen Lese- und Schreibfähigkeiten sowie kulturellen und literarischen Aktivitäten. Es stellt damit nicht nur ein Korrelat dieser Faktoren dar, sondern ein eigenständiges Phänomen.

### Institutionalisiertes Kulturkapital
Institutionalisiertes Kulturkapital existiert in Form von legitimen Titeln und Stellen wie zum Beispiel Schul- oder Universitätsabschlüssen. Titel haben die Eigenschaft, eine Grenze zu ziehen, zum Beispiel zwischen „Autodidakten“, deren kulturelles Kapital unter permanentem Beweiszwang steht, und dem kulturellen Kapital der formal Gebildeten, die über Zeugnisse und andere Abschlüsse sowie kulturelle Kompetenz verfügen und mit „kollektiver Magie“ ausgestattet sind.
Der Erwerb eines Titels bedeutet eine Art Wechselkurssteigerung zwischen kulturellem und ökonomischem Kapital. In seinem Hauptwerk Die feinen Unterschiede (1979) untersucht Bourdieu die Strategien der Herrschenden, Bildungstitel, die sich durch offeneren Hochschulzugang „entwerten“, mittels subtiler Ausschließung von Menschen aus beherrschten Klassen zu ersetzen.
Eine der häufigsten Methoden, ein großes kulturelles Kapital zu akkumulieren, besteht darin, den Eintritt in den Arbeitsmarkt zu verzögern, um mittels schulischer Bildung und Ausbildung legitime Titel zu erhalten sowie Wissen zu inkorporieren. Das in der Familie verfügbare ökonomische Kapital spielt dabei eine sehr große Rolle. Die Umwandlung von diesem ökonomischen in kulturelles Kapital setzt einen Aufwand an Zeit voraus, der durch die Verfügung über ökonomisches Kapital ermöglicht wird. Später zahlt sich diese Strategie durch höheres Einkommen und andere Privilegien aus. Es findet somit eine Rückverwandlung des kulturellen Kapitals in ökonomisches Kapital in der Form eines Profits statt.